# Pottschacherhütte
Die Pottschacherhütte ist eine Schutzhütte der Sektion Pottschach der Naturfreunde Österreich (NFÖ) am Hartriegel am Gahns.

## Lage
Die Pottschacherhütte liegt am Hartriegel am Gahns über der Ortschaft Gasteil (Gemeinde Prigglitz). Von ihr erreicht man das Schneeberggebiet.

## Geschichte
Die Hütte wurde von den Naturfreunden Pottschach erbaut und am 11. Juni 1962 eröffnet.

## Anreise
- Anreise per Zug: bis Bahnhof Pottschach oder Gloggnitz an der Südbahn
- Anreise per Auto: bis Prigglitz oder Gasteil
- Anreise per Bus: bis Prigglitz

## Aufstieg
- Prigglitz – Pottschacherhütte, Gehzeit 1½ Stunden (rote Markierung).
- Gasteil – Pottschacherhütte, Gehzeit 40 Minuten (rote Markierung).
- Pottschach – Putzmannsdorf – Tannschach – Gasteil – Pottschacherhütte, Gehzeit 2 Stunden (grün-rote Markierung).

## Übergang zu anderen Hütten
- Waldburgangerhütte
- Naturfreundehaus Knofeleben
- Hütten im Schneeberggebiet